# Calvaire de Parcé-sur-Sarthe
Le calvaire de Parcé est un calvaire situé à Parcé-sur-Sarthe, dans le département français de la Sarthe. 

## Localisation
Le calvaire est situé au sud-est de l'agglomération de Parcé, à la jonction de la rue de la Motte et de la rue Basse.

## Description
Édifié en pierre et surmonté d'un toit à l'impériale, le calvaire de Parcé renferme un Christ en croix du XVIIIe siècle.

## Historique
Le calvaire est inscrit aux monuments historiques le 22 février 1978.